# Слобідка-Глушковецька
Слобідка-Глушковецька — село в Україні, у Солобковецькій сільській громаді Хмельницького району Хмельницької області. Населення становить 286 осіб.

## Історія
7 (20) листопада 1917 року, відповідно до Третього Універсалу Української Центральної Ради, увійшло до складу Української Народної Республіки.
12 червня 2020 року, відповідно до розпорядження Кабінету Міністрів України № 727-р «Про визначення адміністративних центрів та затвердження територій територіальних громад Хмельницької області», увійшло до складу Солобковецької сільської громади.
19 липня 2020 року, в результаті адміністративно-територіальної реформи та ліквідації Ярмолинецького району, село увійшло до складу новоутвореного Хмельницького району.

## Населення

### Мова
Розподіл населення за рідною мовою за даними перепису 2001 року:
| Мова       | Кількість | Відсоток |
| ---------- | --------- | -------- |
| українська | 285       | 99.65%   |
| російська  | 1         | 0.35%    |
| Усього     | 286       | 100%     |

## Відомі люди

### Народилися
- Антон Гриб — український живописець, літератор, заслужений майстер народної творчості України, член НСМНМУ.